# Karl Shuker
Karl P.N. Shuker (né en 1959) est un zoologiste britannique. Il travaille à plein temps en qualité d'auteur et de consultant indépendant, spécialisé en cryptozoologie, cela lui valant une reconnaissance internationale. Il voyage régulièrement dans le monde entier et intervient souvent à la radio ou à la télévision. Michael Newton a déclaré que "Shuker est aujourd'hui reconnu partout comme un auteur et chercheur compétent sur tous les aspects de la vie animale et des phénomènes inexpliqués, héritier manifeste de Heuvelmans lui-même." 
Il est diplômé de zoologie à l'université de Leeds et de zoologie et physiologie comparative à l'université de Birmingham. Il est membre de nombreuses sociétés scientifiques et d'associations d'auteurs (Zoological Society of London, Royal Entomological Society etc.) Shuker a publié plusieurs centaines d'articles et treize ouvrages. Par ses écrits et ses recherches, Shuker a été le premier cryptozoologiste à porter l'attention du grand public sur un nombre considérable de cryptides peu connus. À côté de ses publications, il est le zoologiste consultant du Livre Guinness des records. Une espèce de Loricifera, Pliciloricus Shukeri, porte son nom.

### Livres
- Mystery Cats of the World, (1989)
- Extraordinary Animals Worldwide, (1991)
- The Lost Ark: New and Rediscovered Animals of the 20th Century, (1993)
- Dragons - A Natural History (1995); Les Dragons (1998)
- In Search of Prehistoric Survivors, (1995)
- The Unexplained, (1996)
- From Flying Toads To Snakes With Wings, (1997)
- Mysteries of Planet Earth, (1999)
- The Hidden Powers of Animals (2001); Les pouvoirs secrets des animaux, (2002)
- The New Zoo: New and Rediscovered Animals of the Twentieth Century, (2002)
- The Beasts That Hide From Man, (2003)
- Extraordinary Animals Revisited, (2007)
- Dr Shuker's Casebook, (2008)
- Dinosaurs and Other Prehistoric Animals on Stamps, (2009)
- Star Steeds and Other Dreams: The Collected Poems, (2009)
- Karl Shuker's Alien Zoo: From the Pages of Fortean Times, (2010)
- The Encyclopaedia of New and Rediscovered Animals, (2012)
- Cats of Magic, Mythology, and Mystery, (2012)

### Coopérateur
- Man and Beast, (1993)
- Secrets of the Natural World, (1993)
- Almanac of the Uncanny, (1995)
- The Guinness Book of Records/Guinness World Records, (1997 - ); Livre Guinness des records
- Mysteries of the Deep, (1998)
- Guinness Amazing Future, (1999)
- The Earth ,(2000)
- Monsters, (2001)
- Chambers Dictionary of the Unexplained, (2007)
- Chambers Myths and Mysteries, (2008)
- The Fortean Times Paranormal Handbook, (2009)